# Aariya
Aariya je nejspíše falešný jazyk, kterým se mělo mluvit v Indii ve státě Madhjapradéš.
Jazyk byl vyřazen ze systému ISO 639-3 roku 2007, protože se prokázalo, že tento jazyk neexistuje.
Jazyk byl do systému zařazen od roku 1970, jako zdroj byla uvedena kniha Richarda Hugoniota  A bibliographical Index of the Lesser Known Languages and Dialects of India and Nepal.
Z jazyky nebylo známo vůbec nic, nikdy nebyli nalezeni mluvčí tohoto jazyka. Je možné, že to byl jen název pro kastu.